# Красный фонарь (фильм)
«Красный фонарь» (англ. The Red Lantern) — художественный фильм Альбера Капеллани 1919 года. Премьера фильма состоялась в США 4 мая 1919 года. Фильм снят по одноимённому роману Эдит Верри. В советский прокат фильм попал в 1922 году и пользовался популярностью. Известно также, что фильм шёл вплоть до 1924 года, а возможно, и позже. До наших дней сохранился в Госфильмофонде (по другим данным — в Cinémathèque Royale). В фильме сыграла сразу две роли известная актриса Алла Назимова, которую этот фильм вывел «в первые ряды кинозвёзд».

## Сюжет
Мали (Алла Назимова), дочь китаянки и европейца, была воспитана в кругу миссионеров. Она влюбилась в сына одного миссионера, но тот оставил её ради её сводной сестры (Алла Назимова). Оскорблённая Мали решает отомстить всей белой расе, и повести китайский народ на восстание. Возомнив себя прорицательницей Красного Фонаря, она изрекает странные пророчества, которые не сбываются, и затем кончает жизнь самоубийством.

## Критика
- «Всё было сделано, чтобы фильм был прекрасен. Забыли только про обстановку. Поэтому сложилось впечатление, что дело происходит в музее Трокадеро или на Всемирной выставке 1900 года». (Луи Деллюк)[1]
- Рецензент журнала New York Times положительно оценил фильм, отметил замечательную актёрскую игру и отличную режиссуру. Он также похвалил красивые места съёмок.[5]